# Richard Aschlund
Richard Aschlund (2. januar 1800 i Nykøbing Sjælland – 4. marts 1863 i København) var en dansk søofficer.
I en meget ung alder, kun 12 år gammel, kom han ind på Søkadetakademiet, gennemgik dette og udnævntes til sekondløjtnant i 1822. I denne stilling forblev han ikke mindre end 8 år, indtil han i 1830 avancerede til premierløjtnant. Omtrent samtidig med sit avancement ansøgte han om at blive sat à la suite i et længere tidsrum for at føre et koffardiskib, og i 4-5 år stod han således uden for Marinens aktive tjeneste. Som kaptajnløjtnant, hvortil han forfremmedes i året 1840, udnævntes han til næstkommanderende på korvetten Galathea på dens kendte jordomsejling under daværende kommandør Steen Andersen Billes kommando. Herfra detacheredes han som chef for krigsdampskibet Ganges, der var stationeret ved Nikobarøerne, og beholdt denne post, indtil det danske etablissement på Pulo Melu i 1848 blev ophævet. Efter at han samme år var avanceret til kaptajn, deltog han i den første slesvigske krig, først som chef for dampskibet Hekla i den ulykkelige affære i Egernførde Fjord og senere i året 1850 som chef for dampskibet Holger Danske. 1856 blev han kommandørkaptajn.
Aschlund blev i Marinens tjeneste til 1857; han overtog da embedet som inspektør ved Københavns Lodseri og virkede i denne stilling indtil sin død 4. marts 1863. Han blev gift 4. juli 1833 med Johanne Vilhelmine Nielsen (10. juni 1804 – 27. januar 1881), datter af stutmester, justitsråd Frederik Carl Emil Nielsen.

## Hæder
12. marts 1818 modtog Aschlund Medaljen for ædel Daad, idet han havdet reddet nogle mennesker, der faldt i vandet på Nyholm, da linjeskibet Danmark, løb af stabelen. 19. september 1843 modtog han Ridderkorset af Dannebrogordenen og 23. september 1848 Dannebrogsmændenes Hæderstegn.
Han er begravet på Holmens Kirkegård.